# 상안공
상안공 왕수(常安公 王琇, ? ~ 1095년 음력 3월 6일)는 고려의 왕족이다. 문종과 인예왕후의 다섯째 아들이다. 평양후(平壤侯), 상안후(常安侯)라고도 한다.

## 생애

### 가계
언제 태어났는지는 분명하지 않으며, 고려의 제11대 왕인 문종과 인예태후의 5남이다. 성은 왕, 이름은 수(琇), 본관은 개성이다. 순종, 선종, 숙종 등의 친동생이며, 권신 이자연의 외손자이다.

### 왕자 시절
1071년(문종 25년) 음력 1월 16일 개부의동삼사 검교상서령 수사공 상주국 평양후의 관직에 임명되었고, 1,000호의 식읍을 받았다. 2년 뒤인 1073년(문종 27년) 음력 10월 13일에는 왕수의 책봉식을 거행하였는데, 당시 문종은 후비들과 왕태자, 제왕들을 거느리고 책봉례를 관람하였으며, 책봉식의 규모나 무대 장식 등이 매우 성대하였다고 기록되어 있다.
이후 상안후(常安侯)로 개봉되고, 1086년(선종 3년) 음력 2월 21일에는 선종에 의해 수사도에 봉해지고 식읍 2,000호를 받았다. 이후 상안공(常安公)으로 진봉되었으며, 1094년(헌종 즉위년) 음력 6월 30일 수태보에 올랐다.

### 사망
수태보에 오르고 이듬해인 1095년(헌종 원년) 음력 3월 6일에 사망하였다. 사망 후 영량(英良)의 시호가 올려졌다.

## 가족 관계
- 아버지 : 제11대 문종(文宗, 1019~1083, 재위:1046~1083)
- 어머니 : 문종 제2비 인예왕후(仁睿王后, ?~1092)
  - 형 : 제12대 순종(順宗, 1047~1083, 재위:1083)
  - 형 : 제13대 선종(宣宗, 1049~1094, 재위:1083~1094)
  - 형 : 제15대 숙종(肅宗, 1054~1105, 재위:1095~1105)
  - 형 : 대각국사 의천(大覺國師 義天, 1055~1101)
  - 동생 : 보응승통 왕규(普應僧統 王規, 생몰년 미상)
  - 동생 : 금관후 왕비(金官侯 王㶨, ?~1092)
  - 동생 : 변한후 왕음(卞韓侯 王愔, ?~1086)
  - 동생 : 낙랑후 왕침(樂浪侯 王忱, ?~1083)
  - 동생 : 총혜수좌 왕경(聰慧首座 王璟, 생몰년 미상)
  - 남매 : 적경궁주(積慶宮主, 생몰년 미상)
  - 남매 : 보령궁주(保寧宮主, ?~1113)